# Elatostema lihengianum
Elatostema lihengianum är en nässelväxtart som beskrevs av Wen Tsai Wang. Elatostema lihengianum ingår i släktet Elatostema och familjen nässelväxter. Inga underarter finns listade i Catalogue of Life.